# Gerichtsbezirk Silz
Der Gerichtsbezirk Silz ist ein dem Bezirksgericht Silz unterstehender Gerichtsbezirk im Bundesland Tirol. Er ist neben dem Gerichtsbezirk Imst einer von zwei Gerichtsbezirken im politischen Bezirk Imst.

## Geschichte
Der Gerichtsbezirk geht im Wesentlichen auf das Gebiet des Landgerichtes Petersberg zurück, das aus den heutigen Gemeinden Haiming, Längenfeld, Mieming, Mötz, Obsteig, Oetz, Rietz, Roppen, Sautens, Silz, Sölden (ohne Vent), Umhausen und Wildermieming bestand.
Seine heutige Form bekam der Gerichtsbezirk durch eine 1849 beschlossene Kundmachung der Landes-Gerichts-Einführungs-Kommission, die die damals 15 Gemeinden Haimingen, Karres, Lengfeld, Obsteig, Oetz, Rietz, Roppen, Sautens, Silz, Sölden, Stams, Umhausen, Untermieming, Vent und Wildermieming zum Gerichtsbezirk Silz zusammenschloss.
Das Gebiet des Gerichtsbezirks Silz wurde im Zuge der Trennung der politischen von der judikativen Verwaltung
ab 1868 gemeinsam mit dem Gerichtsbezirk Imst zum politischen Bezirk Imst zusammengefasst.
Der Gerichtsbezirk umfasste im Jahre 1900 1.042,61 km².
Durch die Abtretung der Gemeinde Karres per 1. April 1907 an den Gerichtsbezirk Imst wurde das Gebiet des Gerichtsbezirks jedoch reduziert.
Ein weiterer Gebietsverlust entstand durch die Abtretung der Gemeinde Wildermieming an den Gerichtsbezirk Telfs bzw. den Bezirk Innsbruck-Land per 1. September 1925.
Die Ortschaft Kühtai der Gemeinde Silz musste 1938 an die Gemeinde St. Sigmund im Sellrain (Gerichtsbezirk Innsbruck) abgetreten werden.
Kühtai wurde nach dem Ende des Zweiten Weltkriegs gemäß einer Verordnung der Tiroler Landesregierung vom 19. Dezember 1946 wieder mit der Gemeinde Silz vereinigt und per 1. Juli 1947 auch wieder Teil des Gerichtsbezirks Silz.

## Gerichtssprengel
Der Gerichtssprengel umfasst mit den 13 Gemeinden Haiming, Längenfeld, Mieming, Mötz, Obsteig, Oetz, Rietz, Roppen, Sautens, Silz, Sölden, Stams, Umhausen rund zwei Drittel des Bezirks Imst, wobei der Gerichtsbezirk vor allem die südlichen und östlichen Bezirksteile einnimmt.